# Cambarus reduncus
Cambarus reduncus är en kräftdjursart som beskrevs av Hobbs 1956. Cambarus reduncus ingår i släktet Cambarus och familjen Cambaridae. IUCN kategoriserar arten globalt som livskraftig. Inga underarter finns listade i Catalogue of Life.